# Battaglia di Waghäusel
La battaglia di Waghäusel fu uno scontro militare avvenuto il 21 giugno 1849 nei pressi della città di Waghäusel, in Germania tra l'esercito rivoluzionario e le forze federali prussiane.

## Antefatto
Quando le potenze egemoniche tedesche della Prussia e dell'Austria rifiutarono di riconoscere la costituzione sottoscritta nella chiesa di San Paolino a Francoforte, a Baden scoppiò una rivoluzione. Per la prima volta quasi l'intero esercito del Baden si schierò coi ribelli rivoluzionari, con la sola eccezione della maggior parte degli ufficiali che continuò a sostenere il granduca. Gli insorti del Baden riuscirono a conquistare la fortezza di Rastadt, ma l'esercito rivoluzionario mancava di militari esperti e competenti, come pure di personale ufficiale formato, e disponeva di 40-50 cannoni da campo in tutto. Il comandante dell'esercito rivoluzionario era il futuro generale americano Franz Sigel che, dopo essere stato ferito nel giugno del 1849, fu sostituito dal generale Ludwik Mierosławski. Questi, di origini polacche, dovette fronteggiare coi suoi uomini le coalizioni di Prussia, Baviera, Assia e ducato di Nassau con quasi 70 000 uomini in tutto e 126 cannoni. All'inizio di giugno ci furono le prime battaglie in Assia dove le truppe rivoluzionarie riuscirono a trionfare.
Nel maggio del 1849 la Prussia istituì due corpi d'armata sotto il comando supremo del principe ereditario di Prussia per reprimere la rivolta del Palatinato e nel Baden per conto della Confederazione tedesca. Il comando del primo dei due corpi d'armata venne affidato a Moritz von Hirschfeld, il quale aveva come suo capo di stato maggiore il tenente colonnello Albrecht von Roon.
Tra l'11 ed il 18 giugno, il corpo d'armata di Hirschfeld occupò il Palatinato "metodicamente e con cautela" da nord e da ovest, conquistando anche il rilievo su cui sorgeva la fortezza di Landau che venne occupata da ufficiali bavaresi dal 18 giugno. Dopo alcuni scontri nei pressi di Homburg, Kirchheimbolanden, Dürkheim, Ludwigshafen e Rinnthal, le truppe rivoluzionarie del Palatinato sotto la guida di Daniel Fenner von Fenneberg si ritirarono confluendo con l'esercito ribelle del Baden nella regione del Neckar. Lì si trovarono pericolosamente vicino a Mannheim e ad  Heidelberg, dove era posizionato il secondo corpo d'armata del generale Karl von der Groeben.
Con loro sorpresa, Hirschfeld non attaccò sul fianco i rivoltosi, ma invece attraversò il Reno nei pressi di Germersheim il 20 giugno e si posizionò quindi alle loro spalle. Le sue truppe si stavano avvicinando alla città di Bruchsal, quando il gruppo principale degli irregolari del Baden al comando di Ludwik Mierosławski attaccò l'avanguardia della sua ala sinistra. Ciò portò allo scoppio della battaglia di Waghäusel il 21 giugno.

## La battaglia
Dopo l'attraversamento del Reno da parte dei prussiani, alle truppe rivoluzionarie fu dato l'ordine di annientare una testa di ponte prussiana che si era attestata su quel lato del fiume, ma le truppe del Baden non furono determinate o addirittura rinunciarono all'operazione dato che il combattimento era ormai imminente. In una battaglia decisiva nei pressi di Waghäusel, i prussiani riuscirono a schiacciare le truppe rivoluzionarie del Baden. Gli irregolari si posizionarono e, seppur in leggera superiorità numerica, si ritirarono poi davanti all'avanzata dei soldati prussiani, tecnologicamente più avanzati. L'esercito badense riuscì ad accerchiare il nemico e Mieroslawski si trovò in estrema difficoltà dal momento che non pensava di dover affrontare direttamente Moritz von Hirschfeld e le sue truppe,  e dovette soccombere di fronte al nemico.
I rivoluzionari, con una serie di marce forzate, cercarono di ripiegare ora sul Murg e di predisporre una nuova difesa, ma il numero degli irregolari si era di molto ridotto a causa delle diserzioni e dell'indisciplina generale delle truppe volontarie. Ciò che restava dell'esercito rivoluzionario riuscì faticosamente a raggiungere la Svizzera. La fortezza di Rastadt resistette per altre tre settimane prima di arrendersi alla superiorità prussiana il 23 luglio 1849.